# Revolución de Marzo
La Revolución de Marzo fue un alzamiento militar sucedido en Venezuela en el mes de marzo de 1858 y constituye la primera rebelión armada que logró derrocar un gobierno en la historia de dicho país. Su líder principal, el caudillo Julián Castro, gozaba la confianza absoluta del presidente José Tadeo Monagas.
Las principales causas del movimiento fueron los abusos políticos y problemas sociales acumulados durante el Monagato, década en que gobernaron los hermanos José Tadeo Monagas y José Gregorio Monagas (1847-1858). A esto hay que sumar el sectarismo político, la alta corrupción, el mal manejo de la hacienda pública y la falta de preocupación del gobierno central con las provincias. Las consecuencias fueron una violencia política extrema y gran caos social. Hechos similares habían ocurrido en 1848, 1849, 1853 y 1856.

## Antecedentes
Al poco tiempo de haber asumido el mando en 1847, el presidente José Tadeo Monagas se distanció del expresidente José Antonio Páez y de sus partidarios conservadores quienes habían ejercido el poder en el período comprendido entre 1830 y 1847 (conocido como de la Oligarquía Conservadora) para hacer causa común con la oposición liberal. No obstante, para muchos liberales, Monagas no era más que un oportunista que estaba más interesado en mantenerse en el poder que implementar un auténtico programa liberal. Asimismo, al poco tiempo de arribar al poder José Tadeo Monagas, el "amiguismo" y el nepotismo se convirtieron en prácticas políticas comunes en el gobierno, siendo Caracas invadida por un numeroso grupo de orientales, cuyo principal mérito para ocupar cargos públicos era su lugar de nacimiento. 
Su hermano José Gregorio Monagas, quien le sucedió en el poder en 1851, poco pudo hacer para contener la corrupción y el peculado que habían echado raíces durante el gobierno de José Tadeo Monagas. Posteriormente, el regreso en 1855 de este último a la presidencia, no hizo sino empeorar el cuadro político, ya que este nuevo gobierno tuvo un marcado carácter personalista y represivo. Como muestra de lo anterior, tenemos que Francisco José Oriach Matute, cuñado de Monagas, ocupó la vicepresidencia, mientras la prensa era censurada y, en varias ocasiones los opositores fueron perseguidos y asesinados. Aunado a los factores políticos previamente señalados, se sumó el deterioro de las condiciones económicas y sociales, como consecuencia de la crisis mundial de 1857 que había producido una caída del 20 al 30% de los precios de los principales productos de exportación: café, cacao, azúcar y cuero.

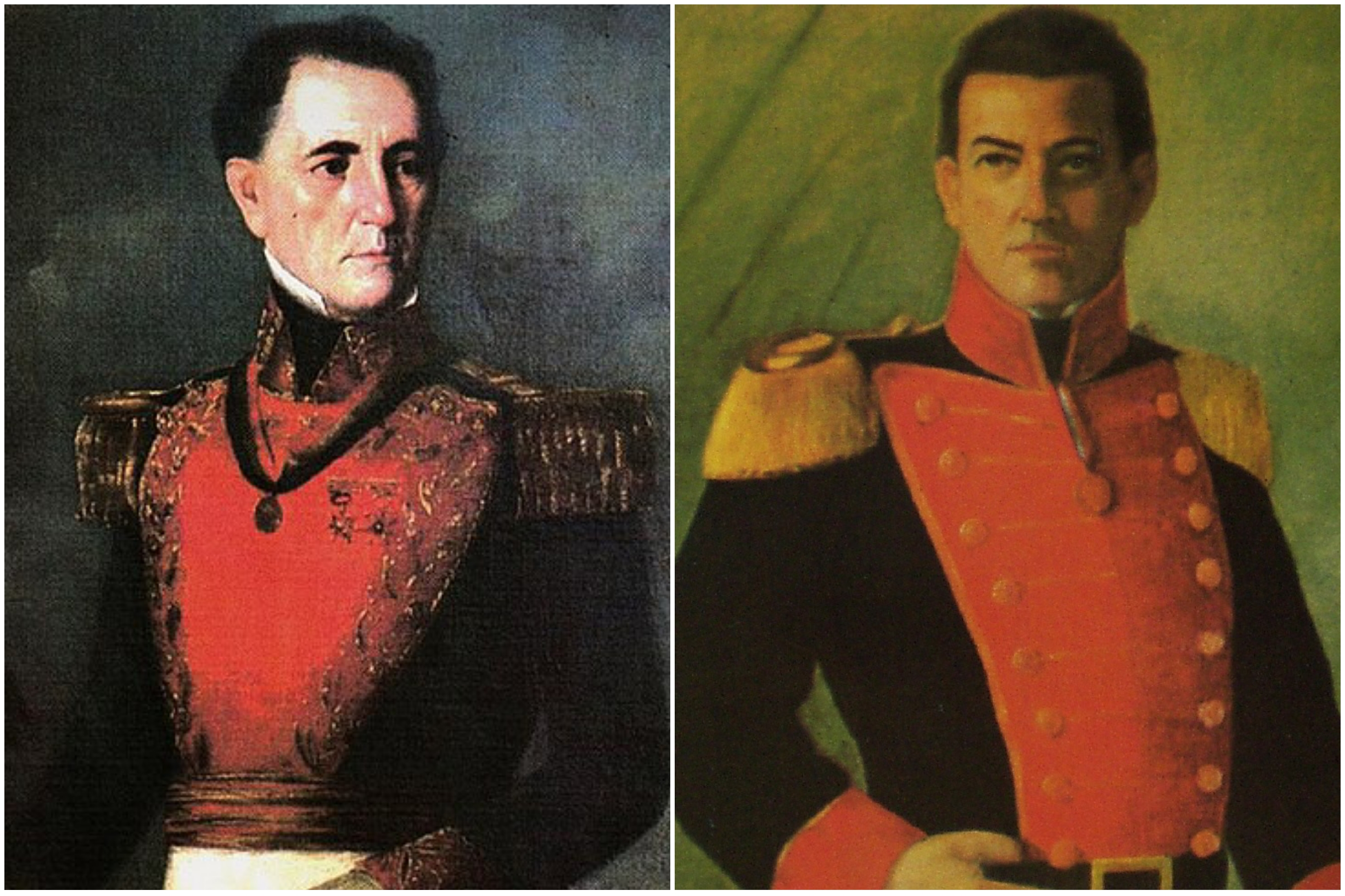
Los abusos de poder y ambiciones continuistas del régimen de los Monagas fueron motivos de la rebelión.

A comienzos de 1857, las ciudades más importantes de Venezuela y particularmente Caracas, sufrieron la peor escasez de víveres experimentada en los últimos tiempos. Además de la disminución del flujo monetario como consecuencia de la baja en los precios de los productos de exportación, el gobierno tuvo que afrontar una deuda interna de 40.000 pesos, producto de la ley de abolición de la esclavitud y de la confrontación de recurrentes conflictos políticos que hacían necesaria la utilización de recursos provenientes de la Hacienda Pública. Debido al manejo inadecuado de los ingresos fiscales, se dejó a las provincias sin las partidas presupuestarias correspondientes, lo que derivó en que a los funcionarios se les suspendieran los salarios por más de ocho meses. Otro aspecto que contribuyó a complicar el panorama político y social, fue el fracaso en la aplicación de la Ley Agraria de 1848, puesto que a pesar de que dicho documento prometía el otorgamiento de tierras a los pobres, fallas legales favorecieron la acumulación de tierras en manos de unos pocos, incluyendo amigos y familiares de los Monagas. 
Para finales de ese año Venezuela se encontraba en medio de una gran crisis económica, política y social; alcanzando la confianza en el gobierno su nivel más bajo histórico, haciendo surgir manifestaciones de la oposición política en todas las grandes ciudades. Finalmente, la promulgación de la Constitución de 1857, fue la el desencadenante de la Revolución de Marzo, al rebajar la autoridad de las provincias y centralizar el poder político en manos del Poder Ejecutivo en Caracas. Asimismo, en dicho texto se extendía el período presidencial a seis años en vez de cuatro y se permitía la inmediata reelección, lo significaba la perpetuación en el poder de José Tadeo Monagas.

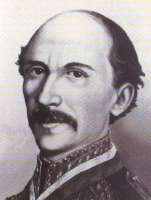
Julián Castro Contreras, líder del alzamiento.

La posibilidad de que la dinastía familiar de los Monagas se mantuviera por mucho tiempo en el poder hizo que tanto conservadores como liberales se sintieran frustrados en sus posibilidades de llegar al gobierno. Inclusive José Gregorio Monagas y sus partidarios, los gregoristas, estaban desencantados, clamando que el pacto de la familia se había roto por la prolongación a 6 años del período presidencial para José Tadeo Monagas. Paralelamente, desde las ciudades y los pueblos llegaban noticias de confusión, conflictos y abusos en la transferencia de poderes a los consejos municipales, situación de la que José Tadeo Monagas no parecía darse cuenta. En febrero de 1858, ante la posibilidad de una coalición de conservadores y liberales, el gobierno proclamó una amnistía general, pero ya era demasiado tarde, la rebelión estaba prevista para mediados del mes de marzo.
El grupo conservador era comandado por Manuel Felipe de Tovar, Fermín Toro, Mauricio Berrizbeitia y José Ramón Yepes, mientras el grupo liberal era comandado por Wenceslao Urrutia y Nicolás Brito. Julián Castro Contreras encabezó todo el movimiento, quien recluto a Joaquín Herrera. Juan José Flores y Juan Crisóstomo Falcón se negaron a participar, pero tampoco denunciaron la conspiración.

## Rebelión
La develación prematura de la conjura adelantó los acontecimientos para ocurrir finalmente el 1 de marzo, día en que Julián Castro Contreras, gobernador de la provincia de Carabobo, se pronunció en Valencia en contra del gobierno. Luego de esto Castro inició su marcha hacia Caracas con 5.000 hombres mal armados, lo que de inmediato evidenció que el régimen había perdido el apoyo necesario para combatir la insurrección. José Tadeo Monagas envió al general Carlos Castelli en contra de los insurrectos, que fueron inicialmente derrotados en combates menores. 
La situación empeoró para Monagas cuando los veteranos que formaban parte de su ejército, desertaron en masa y se incorporaron a los rebeldes o actuaron en forma indecisa, lo que llevó a los rebeldes a duplicar sus tropas cuando llegaron a las afueras de Caracas. En poco tiempo en las fuerzas que comandaba Julián Castro Contreras se encontraron marchando individuos de distintas posturas políticas. En tal sentido, generales liberales como José Laurencio Silva o Carlos Castelli lucharon al lado de antiguos adversarios conservadores como el general León de Febres Cordero.
El golpe de gracia para el régimen de Monagas, fue el hecho de que el Congreso de la República se negara a declarar su apoyo irrestricto a su gobierno. Monagas al comprender que era inútil defender su situación política, decidió renunciar el 15 de marzo, asilándose en el consulado francés. José Gregorio Monagas intentó sin éxito crear un gobierno provisorio, al fracasar el y sus hijos, se asilaron en la casa de un coronel Francés. Juan Antonio Sotillo también mantuvo su lealtad al presidente.
Julián Castro Contreras entró en Caracas el 18 de marzo, tomando el control del poder ejecutivo y al siguiente día declaró: "No ha triunfado un partido, ha triunfado la nación en masa. Unámonos todos". Posteriormente Castro es electo presidente provisional por la Convención Nacional de Valencia en julio de ese mismo año, convirtiendo a la ciudad de Valencia en capital del país.
Una de las características fundamentales de la Revolución de Marzo, fue que se desenvolvió y finalizó de una manera incruenta, debido a que estaba conformada por una coalición política de conservadores y liberales, que había nacido únicamente del deseo de derrocar a José Tadeo Monagas, y que luego de conseguirlo se disolvió casi de inmediato. Aunque la revolución encabezada por Julián Castro Contreras llegó a su término sin derramamiento de sangre, durante la misma se fueron formando masas de bandoleros y campesinos rebeldes, quienes prepararon el terreno para un conflicto político y social de mayor intensidad, la Guerra Federal.